# Rebecca Harding Davis
Rebecca Blaine Harding Davis, née le 24 juin 1831 à Washington dans l'État de Pennsylvanie et morte le 29 septembre 1910 à Mount Kisco dans l'État de New York, est une essayiste, romancière, nouvelliste et journaliste américaine. Ignorée durant le XIXe siècle, elle est redécouverte à la fin du XXe siècle pour sa nouvelle Life in the Iron Mills qui marque un tournant dans l'histoire de la littérature américaine naturaliste et réaliste ainsi que pour ses nouvelles, telles que John Lamar ou David Gaunt qui ont été les premiers comptes-rendus réalistes de la guerre de Sécession. Elle fait partie des premiers auteurs américains à dépeindre l'état de déréliction et d'aliénation sociale lié aux conditions de vie des ouvriers dans les industries et aux horreurs de la guerre. Elle est également un des premiers auteurs à explorer les sources des comportements racistes et de la ségrégation aux États-Unis par le biais de récits de personnages afro-américains.

## Biographie

### Jeunesse et formation

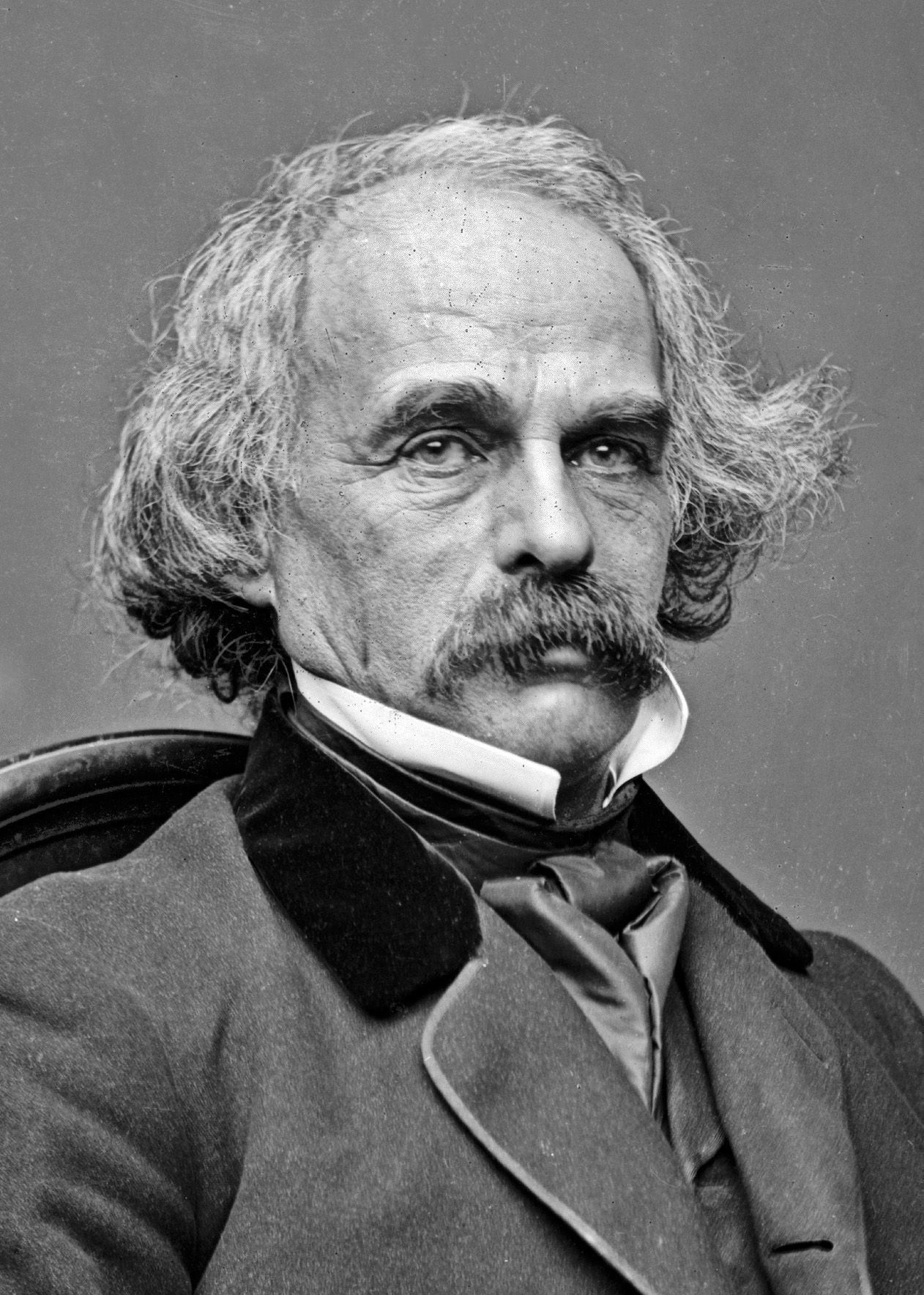
Nathaniel Hawthorne.

Rebecca Blaine Harding Davis est la fille aînée des cinq enfants de Richard W. Harding et de Rachel Leet Wilson Harding. Sa mère est issue d'une famille irlandaise qui fait partie des premiers européens à coloniser l'actuel Comté de Washington (Pennsylvanie) en 1760, alors que son père est un migrant récent venu, lui aussi, de l'Irlande vers 1821. Ses parents se sont mariés en cachette à Big Spring, l'actuel Huntsville dans l'État de l'Alabama, en août 1830, ville où Richard W. Harding a trouvé du travail. Alors que  Rachel Leet Harding est enceinte de Rebecca, elle se rend dans la résidence de sœur Rachel à Washington dans l'État de Pennsylvanie, c'est là que Rebecca Blaine Harding vient au monde le 14 juin 1831,,.

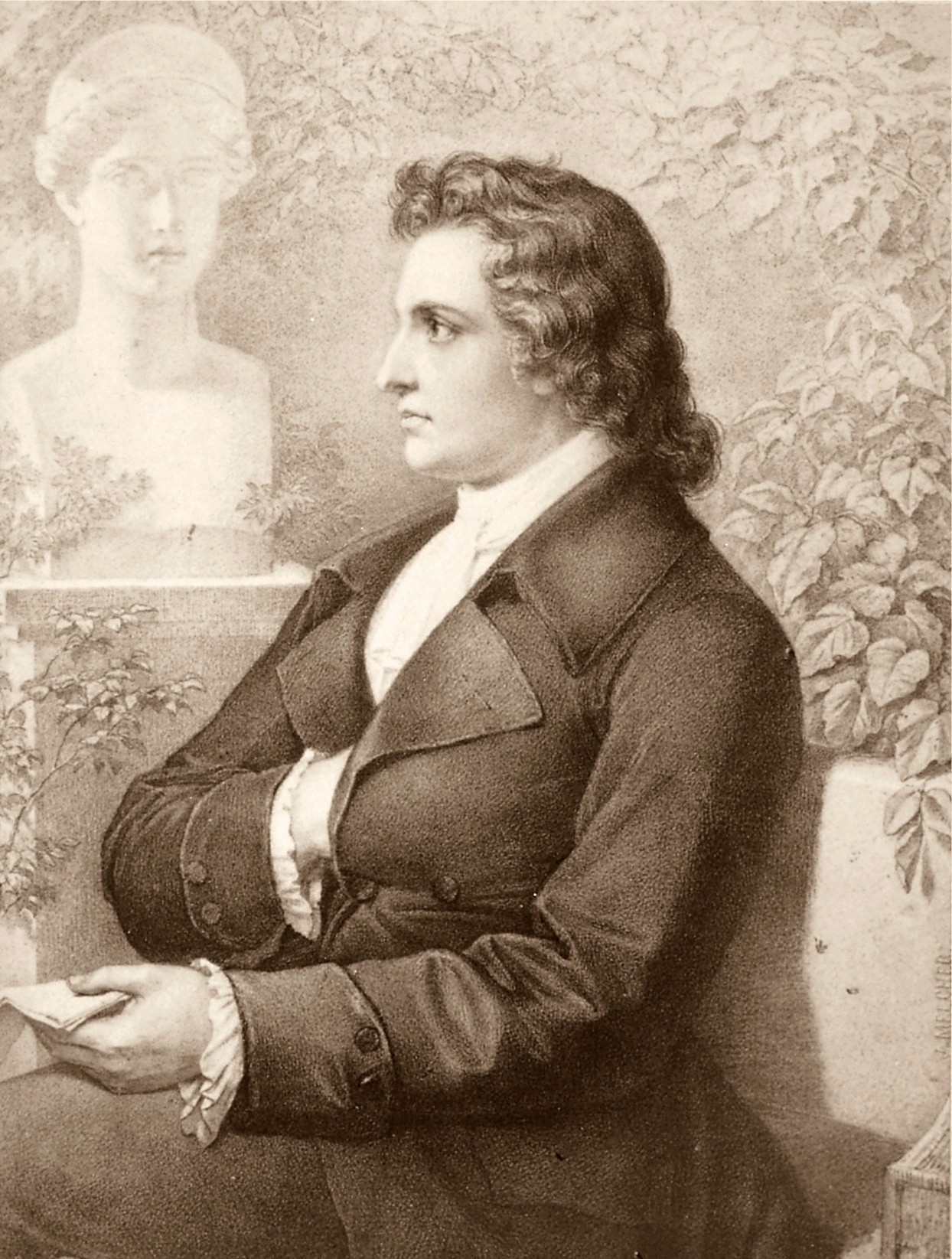
Johann Wolfgang von Goethe.

Après sa naissance, les parents de Rebecca Blaine Harding vivent à Huntsville, d'autres sources, disent qu'ils se sont installés à Florence (Alabama),,. Quand Rebecca Blaine Harding est âgée de presque 6 ans, La famille part pour la ville de Wheeling dans la partie de la Virginie actuellement devenue la Virginie-Occidentale où son père a trouvé un emploi,.

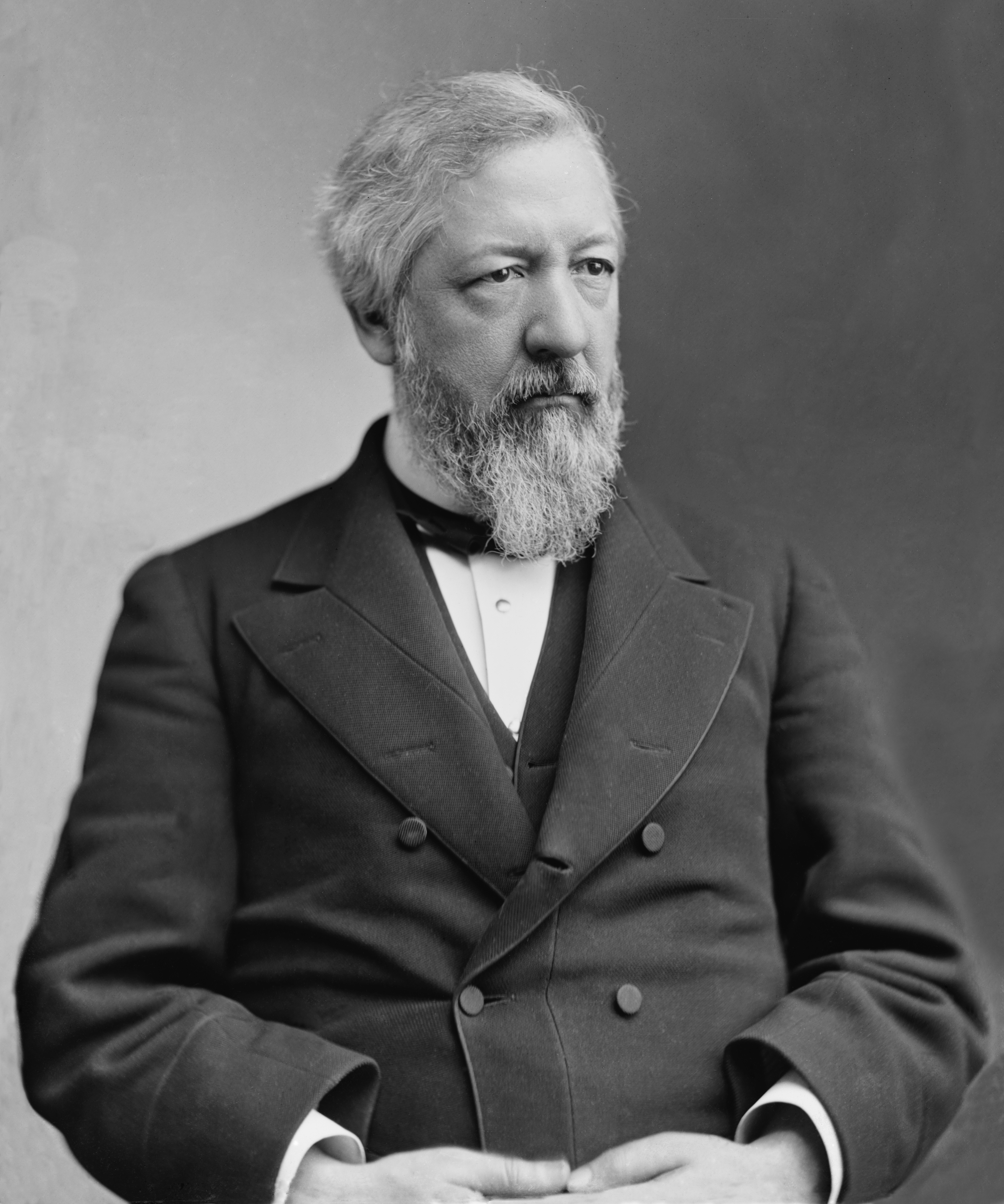
James G. Blaine.

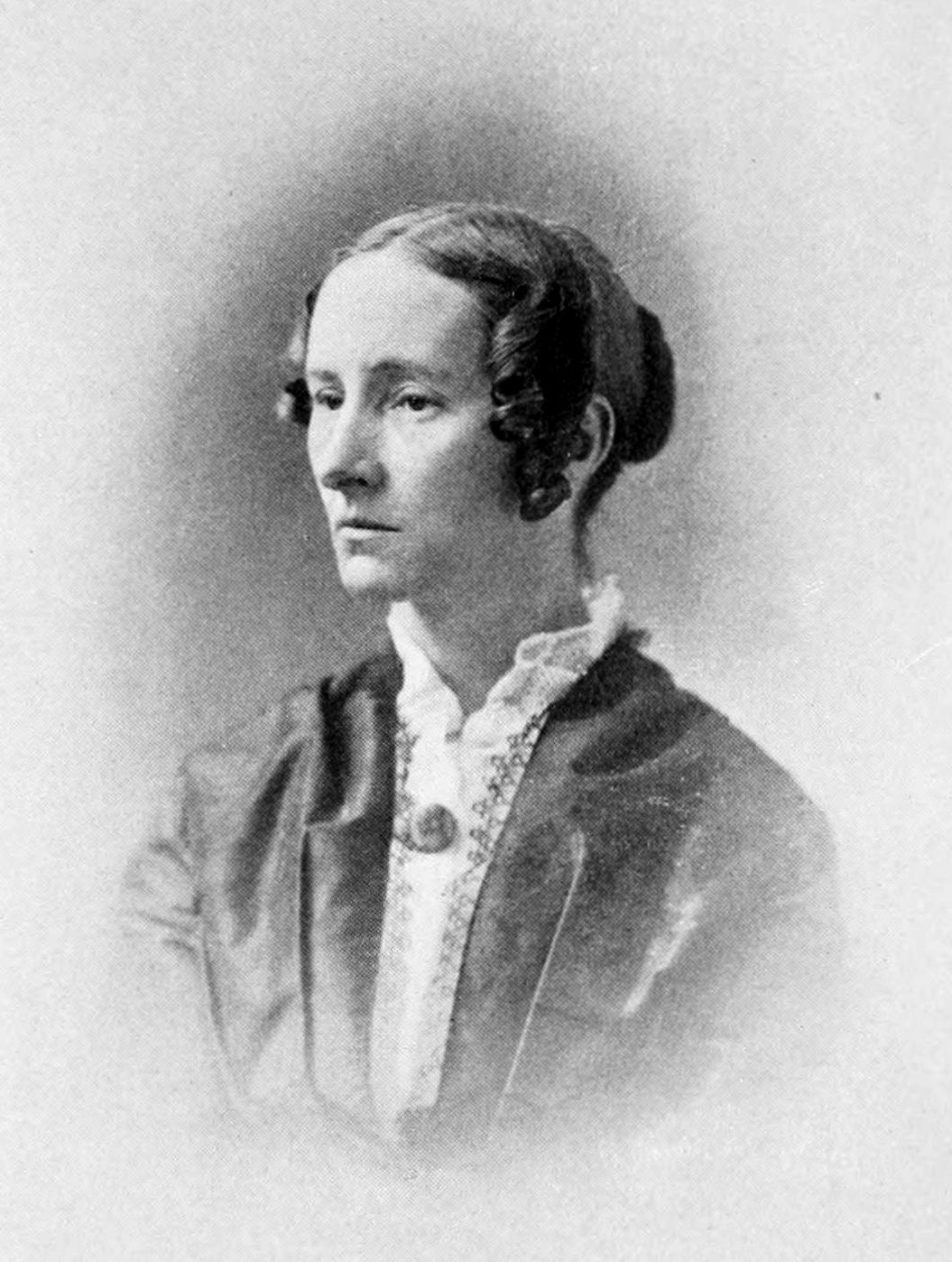
Anna Bartlett Warner.

Les parents de Rebecca Blaine Harding lui transmettent l'amour de la littérature. C'est sa mère qui lui donne les fondements de l'éducation, dont l'amour de la littérature et de l'histoire, puis elle passe le relais à des précepteurs. Les goûts littéraires de Rebecca se tournent vers John Bunyan, Maria Edgeworth, Walter Scott et Charles Dickens et plus particulièrement  Nathaniel Hawthorne pour son recueil de nouvelles Contes racontés deux fois, ainsi que les auteures américaines telles que Maria Susanna Cummins, Harriet Beecher Stowe, Susan Warner et sa sœur Anna Bartlett Warner ,,.
Grâce à son amitié avec son cousin James G. Blaine, Rebecca Blaine Harding est sensibilisée à la cause abolitionniste et auront une grande influence sur ses écrits ultérieurs et son parti anti-esclavagiste durant la guerre de Sécession.

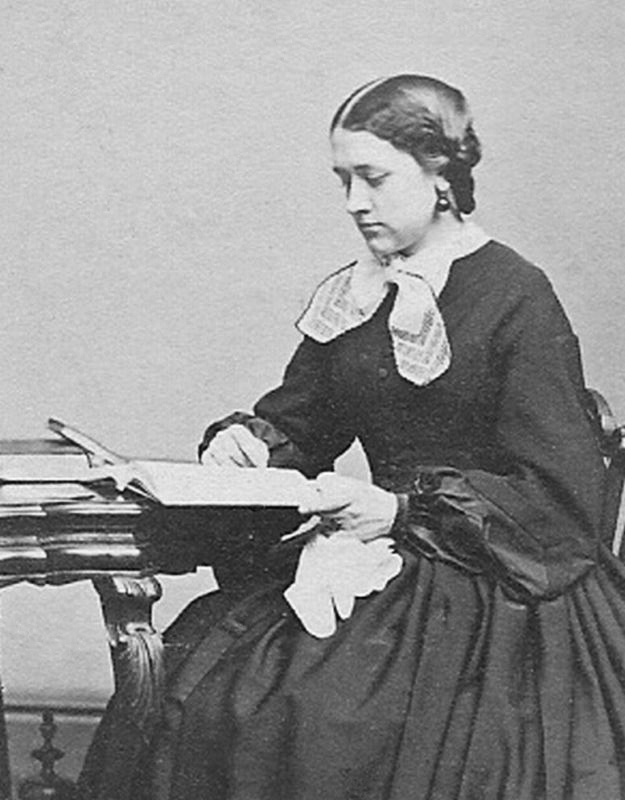
Maria Susanna Cummins.

En 1845, Rebecca Blaine Harding parachève ses études secondaires au séminaire féminin le Washington Female Seminary (en), elle en sort diplômée en 1848 avec le titre honorifique de Valedictorian et retourne à Wheeling où elle aide sa mère dans la tenue des tâches domestiques de la résidence familiale, à donner des leçons scolaires auprès de ses jeunes frères et sœurs, tout en continuant de lire et à se perfectionner ; elle apprend l'allemand auprès de son frère Wilson qui suit ses études universitaires au Washington & Jefferson College (en), elle est fascinée par le romantisme allemand et par deux auteurs en particulier Goethe et Johann Gotlieb Fichte,,, ,.

### Carrière

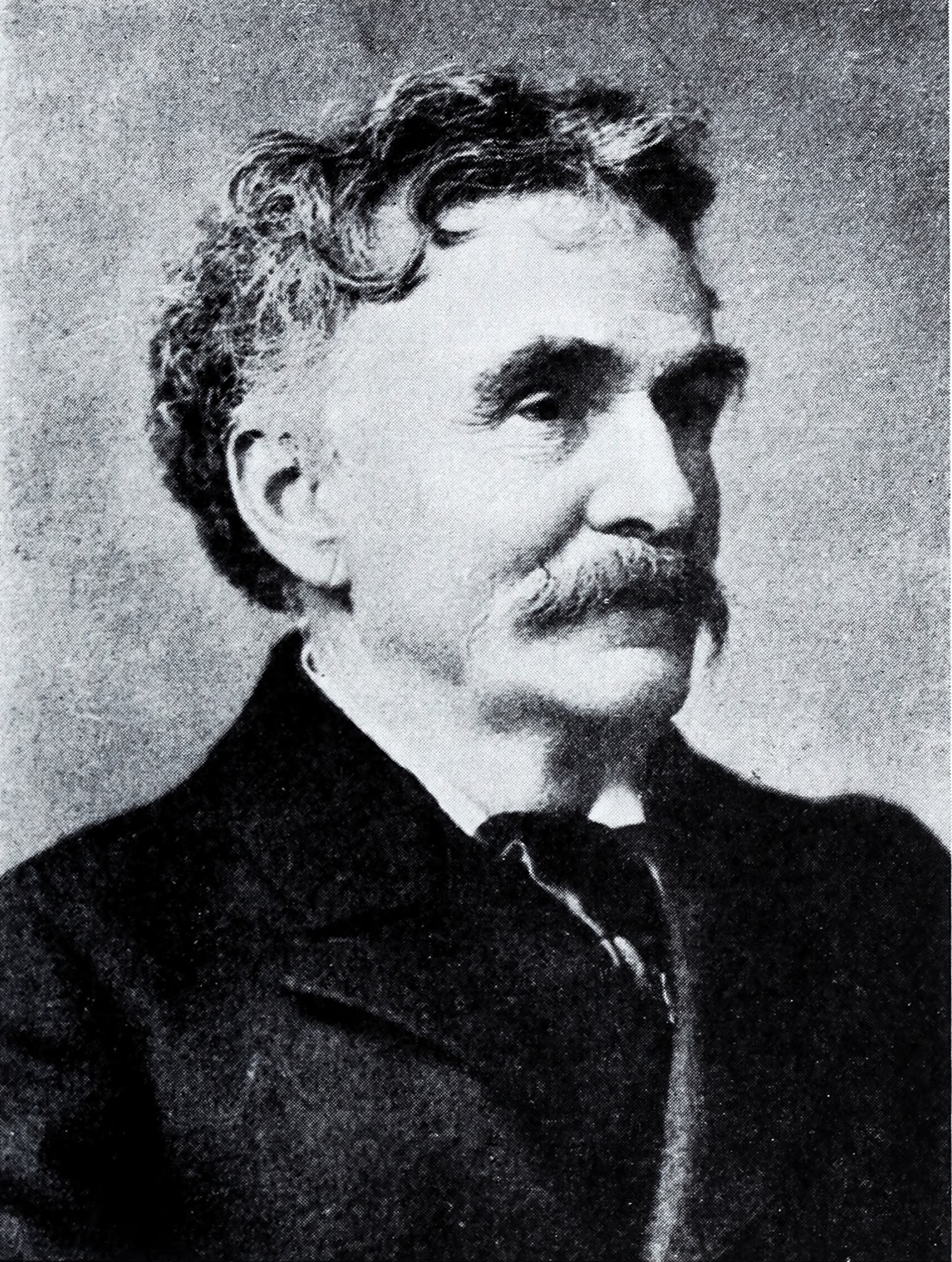
Lemuel Clarke Davis.

#### Life in the Iron Mills
C'est à la fin des années 1850 que Rebecca Blaine Harding commence à publier ses premiers écrits au sein du journal local le Wheeling Daily Intelligencer dirigé par l'abolitionniste Archibald W. Campbell. Sa véritable entrée dans la carrière littéraire commence en avril 1861 quand l'Atlantic Monthly publie sa nouvelle Life in the Iron Mills (en),, qui dépeint les difficultés de Hugh Wolfe, un artiste sensible voué à une vie de privation, de dureté et de désespoir en travaillant dans la fournaise d'une minoterie de la Virginie,.
Le succès est immédiat, c'est le premier récit naturaliste américain, rupture de style vis-à-vis de la tradition romantique, cette nouvelle devance de 10 ans les premiers romans d'Émile Zola et de 30 ans le roman Maggie: A Girl of the Streets de Stephen Crane marquant l'émergence du courant naturaliste au sein de la littérature américaine. Ce livre, par son originalité de style, attire l'attention des écrivains comme Nathanial Hawthorne, Ralph Waldo Emerson, Amos Bronson Alcott et d'un avocat et journaliste de Philadelphie, Lemuel Clarke Davis, son futur époux,,,, ,,.

#### L'amitié avec Annie Adams Fields
James Thomas Fields, le directeur de l'Atlantic Monthly, devant le succès de Life in the Iron Mills commande une autre nouvelle auprès de Rebecca Blaine Harding, ce sera A Story  of To-day qui est publiée par l'Atlantic Monthly d'octobre 1861 à mars 1862 chapitre par chapitre. Finalement l'ensemble des chapitres forme un roman qui sera publié par la maison d'édition dirigée par James Thomas Fields, Ticknor and Fields, en 1862 sous le titre de Margret Howth : a Story of To-day.

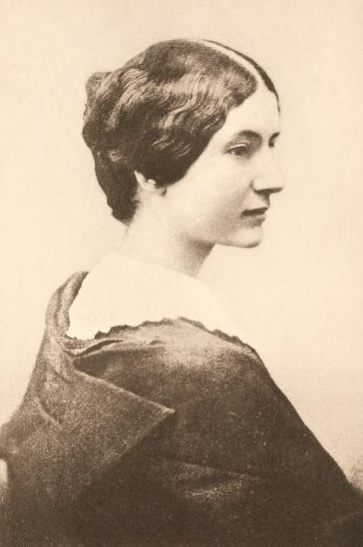
Annie Adams Fields.

C'est à cette occasion que Rebecca Blaine Harding fait la connaissance de l'épouse de James Thomas Fields, Annie Adams Fields qui devient son amie, amitié consolidée par une longue correspondance. Grâce aux Fields, Rebecca Blaine Harding est présentée à Nathaniel Hawthorne, Oliver Wendell Holmes, Amos Bronson Alcott, Ralph Waldon Emerson,.

#### La guerre de Sécession

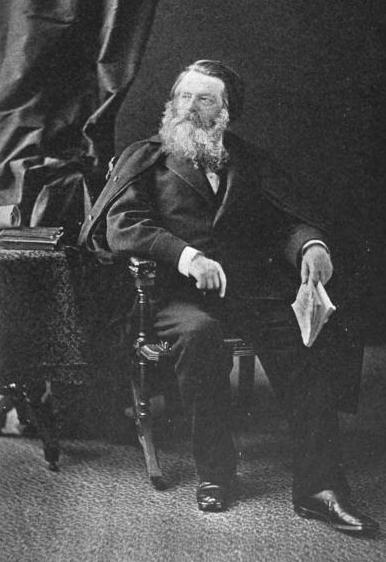
James Thomas Fields.

Quand la guerre de Sécession éclate en avril 1861, la ville de Wheeling où habite Rebecca Blaine Harding fait partie de la Virginie un des États sécessionnistes, décision refusée par d'autres citoyens de la Virginie, dont ceux de Wheeling, qui vont créer un nouvel État celui de la Virginie-Occidentale qui rejoint l'Union en 1863. En 1862, Rebecca Blaine Harding publie trois nouvelles au sein de l'Atlantic Monthly à savoir David Gaunt, John Lamar et Ellen. Nouvelles qui exposent avec un réalisme cru les horreurs de la guerre avec ses conflits de loyauté, ses blessures physiques et émotionnelles, nouvelles au style tragique qui innove par sa rupture d'avec les récits patriotiques ou romantiques de l'époque,,.
Contrairement à d'autres auteurs américains comme Amos Bronson Alcott ou Ralph Waldon Emerson, loin du front, voient la guerre depuis Boston, Rebecca Blaine Harding habite dans une ville proche des combats et lui donne une vision « intime » de la guerre, elle est en contact direct avec les victimes avec des « horreurs à vomir ». Elle ne voit aucune « ferveur chevaleresque militaire » dans les officiers qui, d'un côté comme de l'autre, mènent des combats « où des loups enragés descendus des montagnes viennent tuer hommes, femmes, enfants, qui coupent la langue des vieillards qui ne veulent pas répondre à leurs questions ». Rebecca Blaine Harding, par ses nouvelles, couvre la guerre comme le ferait une journaliste de guerre, son style renverse les stéréotypes romanesque caractérisant les images de la guerre pour s'attacher à rendre compte de la réalité et de la complexité de la guerre, pour transmettre aux américains le message That is War ! (« La guerre c'est ça ! »),.

#### Les contraintes d'un mariage
Lors d'un séjour à Philadelphie Rebecca Blaine Harding noue une relation avec un juriste, Lemuel Clarke Davis, qui lui voue une admiration pour avoir écrit Life in the Iron Mills, ils s'épousent en mars 1863 et  Rebecca Blaine Harding devient Rebecca Harding Davis. Le couple s'installe à Philadelphie. Lemuel Clarke Davis abandonne la carrière juridique et devient le directeur du Philadelphia Enquirer de 1870 à 1893 puis du Public Ledger jusqu'à sa mort en 1904. La situation financière de Lemuel Clarke Davis n'est pas suffisante pour assurer ses charges, Rebecca Harding Davis doit soutenir la famille et pour cela « choisit une sorte de suicide en retournant sa plume contre elle-même », selon l'expression de l'universitaire Judith Fetterley (en), en publiant des Potboiler (en) (œuvres alimentaires) comme des romances, des mélodrames et des livres à suspens,,.
Rebecca Harding Davis, ne fait ni romans, ni nouvelles du niveau littéraire de ses premières productions, elle est centrée sur sa famille et la tenue de sa résidence. Seul le roman Waiting for the Verdict se distingue.

#### L'abolitionniste

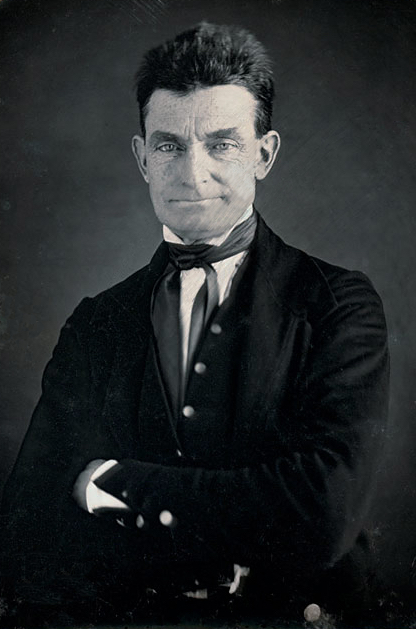
John Brown.

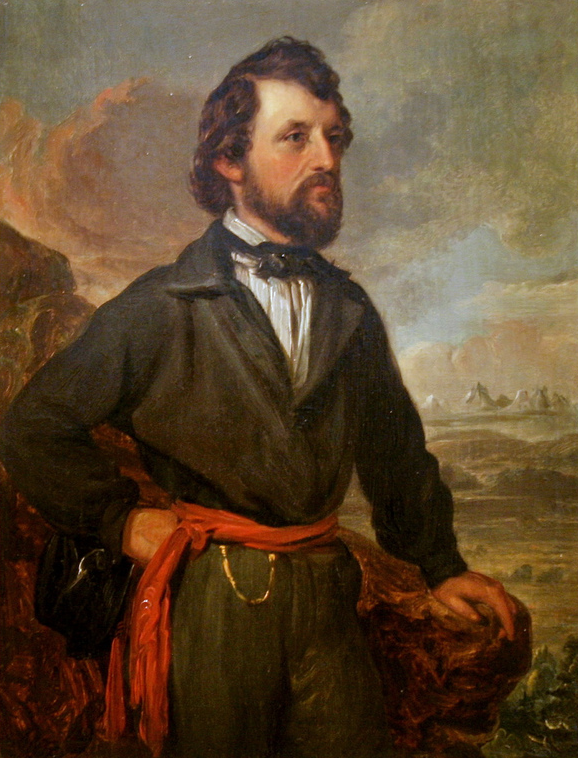
John Charles Frémont.

Avec son roman Margret Howth, Rebecca Harding Davis explore les conditions vies de Afro-Américains au sein des minoteries. Son abolitionnisme est conforté par la situation de Wheeling qui est un des carrefours du Chemin de fer clandestin, c'est aussi la ville où le général John Charles Frémont, fervent abolitionniste a établi ses quartiers et enfin la Virginie Occidentale est le lieu où l'activiste abolitionniste John Brown s'est illustré. Son enquête culmine avec Waiting for the Verdict où un médecin mulâtre est jugé pour s'être faire passer pour blanc, au nom de préjugés venant aussi bien de personnes du Nord que du Sud,.
Durant l’ère dite de la Reconstruction, Rebecca Harding Davis étudie les sentiments qui mènent au racisme, notamment les conduites des femmes blanches envers les barrières de la race. Parmi les écrits qui ont pour sujet l’esclavage, la vie des Afro-Américains, des mulâtres, il y a Blind Tom (1862), The Abestos Box (1862), David Gaunt (1862) et The Yares of Black Moutain (1875). David Gaunt décrit les déchirures intra-familiales autour du racisme et l'esclavage durant la guerre de Sécession,.
Plus tard dans d'autres écrits comme  Marcia (1876) ou The Story of Christine (1866) l'esclavage est une métaphore de la femme qui a perdu toute maîtrise sur sa vie économique et politique conduisant à un renoncement de son autorité sur la vie domestique,.

#### La difficulté d'être une femme libre

##### In the Market(1868)

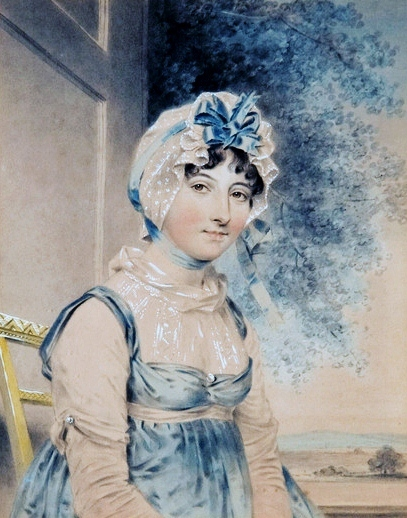
Maria Edgeworth.

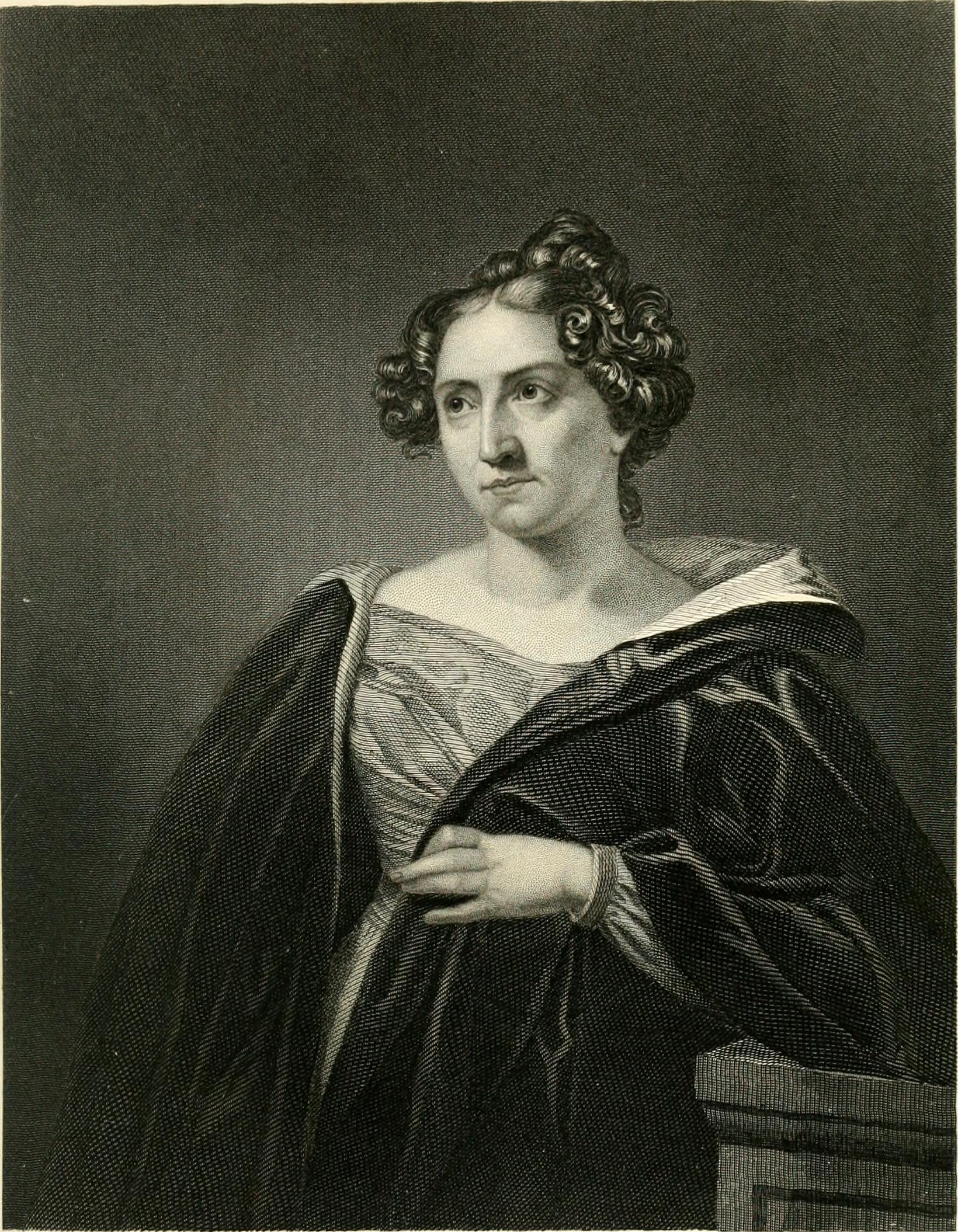
Catharine Sedgwick.

In the Market, reprend le thème du mariage comme un marché, thème déjà abordé par Maria Edgeworth et Catherine Maria Sedgwick. Rebecca Harding Davis aborde la question de, comment pour une femme, concilier une activité professionnelle et la vie d'épouse ? Question qui pour elle a pour enjeu de redéfinir la  « féminité » .
In the Market, est aussi un pamphlet ironique sur les femmes qui sont éduquées pour trouver le meilleur parti possible sur le marché du mariage pendant que les hommes sont éduqués pour améliorer leurs revenus, trouver le meilleur emploi possible. Passages satiriques qui opposent l'amour d'une activité, ici l'activité littéraire, versus la sécurité financière du mariage.
Les protagonistes de la nouvelle sont deux sœurs Clara et Margaret Porter qui se lancent sur le marché du mariage, Clara cherche un sécurité financière, Margaret cherche son indépendance économique et personnelle. Le choix de Clara aboutit à un divorce éprouvant, durement entamée elle se retire de la vie sociale. Margaret a su concilier ses aspirations et le mariage, elle s'est marié avec un partenaire qui accepte ses choix de vie, ensemble ils gèrent leurs affaires ; Margaret montre ses capacités à pouvoir développer l'entreprise du couple comme à mener à bien ses devoirs domestiques, comme la réussite de l'éducation de leurs filles. In the Market est une nouvelle qui dépeint les possibilités des femmes à échapper au statut de femme « protégée » par le mariage définit par la tradition des joies de la vie domestiques, pour promouvoir un nouveau rôle de femmes : celui de contribuer pleinement à la construction de la société par leurs propres talents.

##### Marcia(1876)
Rebecca Harding Davis après avoir valoriser les contributions possibles des femmes et fait valoir une écriture propre aux femmes de par leur faculté d'empathie et ainsi proclamer un féminisme face à l'écriture masculine, dès 1870 face aux difficultés financières, aux obligations légales et religieuses imposées aux femmes mariées, elle prend conscience d'un fardeau qui emprisonne les femmes. Si les femmes mariées sont reléguées à la vie domestique, ne faut-il pas qu'elles prennent la maîtrise de cet espace ? D'où des prises de positions où elle clame que le droit de vote des femmes doit être accordé aux seules femmes célibataires, les femmes mariées se vouant à la vie domestique et familiale. Encore faudrait-il que cet espace domestique permettent la liberté des femmes. La nouvelle Marcia expose les dilemmes et déchirures intérieure des femmes. Marcia est écrite alors que Rebecca Harding Davis doit rédiger des œuvres alimentaires pour faire face aux dépenses de la famille qui ne peuvent être réglées par le travail de son mari. C'est l'histoire de son renoncement à la vie littéraire pour faire de sa production littéraire un business, cela par amour de sa famille,.
Par son mariage avec un planteur esclavagiste, Marcia, fait l'expérience qu'elle est reléguée à la vie domestique selon les ordres de son mari, qu'elle est complètement soumise à son bon vouloir au même titre que ses esclaves, qu'elle n'a la maîtrise de rien, situation désespérantes aboutissant à une tentative de suicide, et continue à survivre dans le refus de plaire et de servir, dans un retrait désenchanté qui dévoile les promesses illusoires et romanesques du mariage et du bonheur de la vie domestique.

#### La journaliste
En 1869, Rebecca Harding Davis, partageant la passion de son mari pour la presse devient membre de l'équipe de rédaction du New York Tribune, puis du  The Independent (New York City) (en) et du Saturday Evening Post et elle écrit des articles pour le Harper's Bazaar, des nouvelles pour The Youth's Companion (en) et le The Peterson Magazine (en), activité qu'elle continuera jusqu'en juillet 1910 avec la publication de Two Braves Boys dans le mensuel pour la jeunesse, le St. Nicholas Magazine (en),, ,,.

### Vie privée
Le 5 mars 1863, Rebecca Blaine Harding épouse Lemuel Clarke Davis, le couple donne naissance à trois enfants : Richard Harding Davis, Charles Belmont Davis (en) et Nora Davis, leurs deux fils mèneront des carrières d'écrivains,,.
Rebecca Harding Davis décède le 29 septembre 1910 des suite d'un œdème pulmonaire consécutif à un accident cardiovasculaire. pendant qu'elle rendait visite à son fils Richard Harding Davis dans sa propriété de Mount Kusco.
Après ses funérailles célébrées selon le rite épiscopalien, elle est inhumée au cimetière Leverington dans le quartier de Roxborough, Philadelphia (en) dans la banlieue de Philadelphie aux côtés de son époux,.

## Œuvres
Quand une œuvre est suivie d'un identifiant ISBN, cela signifie qu'elle a fait l'objet de rééditions récentes sous forme de fac-similé ou non, l'identifiant est celui, en principe, de la réédition la plus récente, sans préjuger d'autres rééditions antérieures ou ultérieures. La lecture en ligne est en principe la lecture de l'édition originale.

### Liste non exhaustive
L'inventaire de la production littéraire de Rebecca Harding Davis tel qu'il est établi en 1990, fait état de plus de 500 écrits : articles, nouvelles, romans, romans et nouvelles pour la jeunesse, essais, alors qu'en 1957 on n'en comptait que 78 et en 1977, 153. La liste des oeuvres de Rebecca Harding Davis est issue partiellement de celle dressée par Jane Atteridge Rose. Tout n'est pas listé pour ne pas alourdir la page, ont été privilégiées les œuvres accessibles en ligne et celles citées par les critiques et biographes de Rebecca Harding Davis. Ce choix peut être contesté, libre à d'autres contributeurs de compléter la liste.

### Nouvelles
- Life in the Iron Mills, Bedford Books (réimpr. 1997) (1re éd. 1861), 452 p. (ISBN 9780312163747, lire en ligne)[note 3],
- The Murder of Glenn Ross, Peterson's Magazine N° 40, novembre-décembre 1861,
- The Asbetos Box, Peterson's Magazine, N° 41, mars 1862,
- John Lamar, Atlantic Monthly, N° 9, avril 1862,
- David Gaunt, Atlantic Monthly, N° 10, septembre-octobre 1862,
- Blind Tom, Atlantic Monthly, novembre 1862, 12 p. (ISBN 9781409902379, lire en ligne),
- Paul Blecker, Atlantic Monthly, N° 11, mai-juin 1863,
- The Wife's Story, Atlantic Monthly, N° 14, juillet 1864,
- Ellen, Atlantic Monthly, N° 16, juillet 1865,
- The Story of Christine, Peterson's Magazine, N° 50, septembre 1866,
- In the Market, Peterson's Magazine, N° 53, janvier 1868[19],
- Balacchi Brothers, Lippincott's Magazine, N° 10, juillet 1872,
- Kitty's Choice : a Story of Berrytown, Philadelphie, J.B. Lippincott, 1874, 74 p. (OCLC 1013411825),
- The Saar Secret, Peterson's Magazine, N° 65, avril-juin 1874,
- Qualla, Philadelphie, J.B. Lippincott and Co., 1875, 20 p. (OCLC 259071828, lire en ligne),
- The Yares of the Black Mountains, Lippincott's Magazine, N° 16, juillet 1875,
- Effie, Peterson's Magazine, N° 69, janvier 1876,
- Marcia, Harper's New Monthly, N° 53, novembre 1876[18],
- At the Station, Scribner's Magazine, N° 4, décembre 1888,
- Under The Old Code, Atlantic Monthly, 1900, 12 p. (lire en ligne),

### Recueil de nouvelles
- Silhouettes of American Life, New York, Charles Scribner's sons, 1892, 296 p. (ISBN 9780260738448, lire en ligne),

### Romans
- Margret Howth, Boston, Ticknor and Fields, 1862, 297 p. (ISBN 9781406818628, lire en ligne),
- Dallas Galbraith, Philadelphie, J. B. Lippincott and co., 1868, 256 p. (ISBN 9780469463738, lire en ligne),
- Waiting for the Verdict, New York, Sheldon & company, 1868, 380 p. (ISBN 9781402161551, lire en ligne),
- John Andross, New York, Orange Judd, 1874, 334 p. (ISBN 9780267304332, lire en ligne),
- A Law Unto Herself, Philadelphie, J.B. Lippincott & Co., 1878, 112 p. (ISBN 9780803238145, lire en ligne),
- Natasqua, New York, Cassell & Company, 1887, 178 p. (ISBN 9781544886343, lire en ligne),
- Kent Hampden, New York, Charles Scribner's Sons, 1892, 182 p. (ISBN 9780259172383, lire en ligne),
- Doctor Warrick's Daughters, New York, Harper & Brothers, 1896, 350 p. (ISBN 9780332909998, lire en ligne),
- Frances Waldeaux, New York, Harper & Brothers, 1897, 234 p. (ISBN 9781330043615, lire en ligne),
- Bits of Gossip, Boston & New York, Houghton, Mifflin, 1904, 254 p. (ISBN 9781406723199, lire en ligne),

### Articles
- « Men's Rights », Putnam's Magazine, N°3,‎ février 1869,
- « Some Testimony in the Case » , sur The Atlantic, novembre 1885,
- « "In the Gray Cabins of New England" » , sur Century Illustrated Magazine, février 1885,
- « The Curse in Education », The North American Review, Vol. 168, No. 510,‎ mai 1899, p. 609-614 (6 pages) (lire en ligne ),
- « The Mean Face of War », The Advocate of Peace (1894-1920), Vol. 61, No. 8,‎ septembre 1899, p. 190-191 (2 pages) (lire en ligne ),
- « "The Disease of Money-Getting" » , sur The Independent, 19 juin 1902,
- « Has the Free Negro Failed ? », Saturday Evening Post, N° 177,‎ 2 juillet 1904,
- « The Love Story of Charlotte Brontë », Saturday Evening Post, N° 178,‎ 13 janvier 1906,
- « One Woman's Question », Independent, N° 65,‎ 18 juillet 1907